# Mesquite Creek
Mesquite Creek és una concentració de població designada pel cens dels Estats Units a l'estat d'Arizona. Segons el cens del 2000 tenia 205 habitants.

## Demografia
Segons el cens del 2000, Mesquite Creek tenia 205 habitants, 106 habitatges, i 73 famílies La densitat de població era de 136,5 habitants/km².
Dels 106 habitatges en un 1,9% hi vivien nens de menys de 18 anys, en un 64,2% hi vivien parelles casades, en un 2,8% dones solteres, i en un 31,1% no eren unitats familiars. En el 25,5% dels habitatges hi vivien persones soles el 17,9% de les quals corresponia a persones de 65 anys o més que vivien soles. El nombre mitjà de persones vivint en cada habitatge era d'1,93 i el nombre mitjà de persones que vivien en cada família era de 2,23.
Per edats la població es repartia de la següent manera: un 6,3% tenia menys de 18 anys, un 0,5% entre 18 i 24, un 6,8% entre 25 i 44, un 41,5% de 45 a 60 i un 44,9% 65 anys o més.
L'edat mediana era de 64 anys. Per cada 100 dones de 18 o més anys hi havia 92 homes.
La renda mediana per habitatge era de 33.125 $ i la renda mediana per família de 34.861 $. Els homes tenien una renda mediana de 26.250 $ mentre que les dones 23.750 $. La renda per capita de la població era de 20.517 $. Cap de les famílies i el 6,7% de la població estaven per davall del llindar de pobresa.

## Poblacions més properes
El següent diagrama mostra les poblacions més properes.